# Tokyo FM

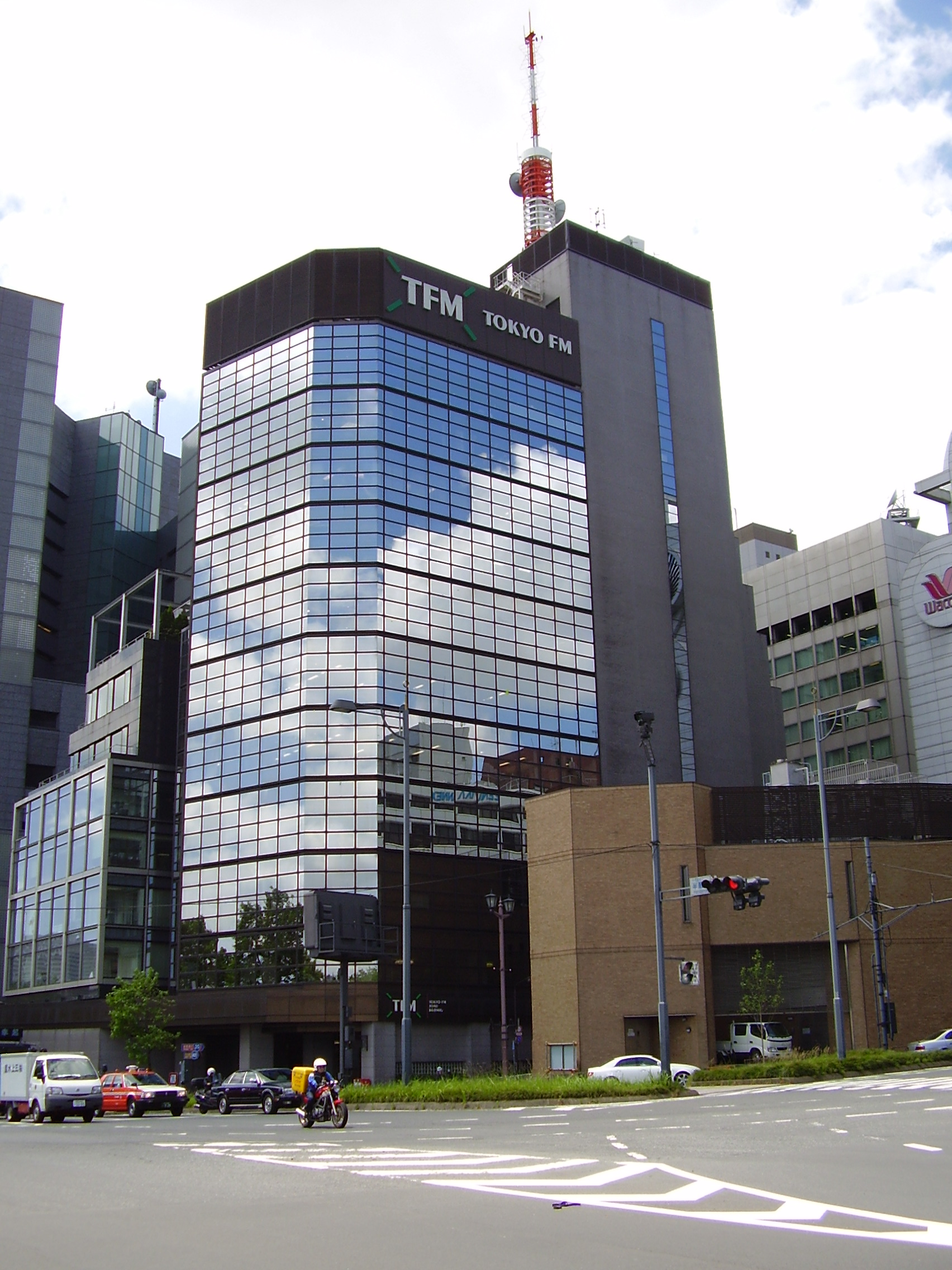
A Tokyo FM székhelye

A Tokyo FM Broadcasting Co., Ltd. (株式会社エフエム東京; Hepburn: Kabushiki Gaisha Efu Emu Tokyo) (TFM) csijodai (Tokió) székhelyű rádióadó, a Japan FM Network (JFN) hálózat zászlóshajó adója.

## Története
- 1960. május 1. — elindult az adó elődje, a Tokai Egyetem FM Tokai elnevezésű rádióadója.
- 1970. április 26. — az egy nappal korábban megszűnt FM Tokait lecserélve elindult a Tokyo FM, ami ezzel a harmadik kereskedelmi FM-rádiós műsorszolgáltató lett az FM Aichi és az FM Osaka után
- 1985. — az adó székhelyét elköltöztették nisi-sidzsukui Kokusai-Tsushin Centerből a csijodai Kódzsimacsiba

## Műsorszórás
JOAU-FM
- Frekvencia: 80.0 MHz (Tokiói torony)

| Város      | Azonosító | Frekvencia | Teljesítmény |
| ---------- | --------- | ---------- | ------------ |
| Niidzsima  |           | 76.7 MHz   | 100 watt     |
| Hacsidzsó  | 84.3 MHz  | 10 watt    |              |
| Aomesi     | 83.6 MHz  | 20 watt    |              |
| Hacsiódzsi | 80.5 MHz  | 10 watt    |              |

## Műsora
- Countdown Station (a Japan FM Network hálózat összes adóján párhuzamosan fut)
  - Zen-Noh presents Countdown jp
  - cosmo Pops Best 10
  - McDonald’s Sound in My Life
- Tatsuro Yamashita presents JX group Sunday Song Book
- Suzuki Talking FM (műsorvezető: Fukujama Maszaharu)
- morinaga presents Ayaka Hirahara Healing Venus (az FM Osakán is párhuzamosan fut)
- Atsuko Maeda’s Heart Songs
- School of Lock! (a Japan FM Network hálózat összes adóján párhuzamosan fut)